# Hooper Empress Line
Die Hooper Empress Line (ursprünglich: The New Look) ist ein Designkonzept für Automobilaufbauten, das auf den Londoner Karosseriehersteller Hooper zurückgeht und das in den 1950er-Jahren zu den bevorzugten Gestaltungsmustern für britische Oberklasseautomobile gehörte. Die Empress Line ist ein Bindeglied zwischen dem Razor Edge Design der 1930er-Jahre und der Pontonform, die die Nachkriegszeit bestimmte. Urheber war Hoopers Chefdesigner Osmond Rivers. Hooper hatte die Empress Line ursprünglich für die Daimler Motor Company geschaffen, allerdings waren entsprechend gestaltete Aufbauten auch für Fahrgestelle anderer Hersteller erhältlich. Der Begriff Empress (deutsch: Kaiserin) war außerdem eine werksseitig genutzte Modellbezeichnung, allerdings nur für entsprechend gestaltete Karosserien auf Daimler-Fahrgestellen. Hoopers Konkurrent Freestone & Webb kopierte die Empress Line in den 1950er-Jahren. 30 Jahre später schließlich zitierte Cadillac das Konzept bei der kompakten Luxuslimousine Seville und begründete damit in den USA einen kurzlebigen Trend.

## Einordnung
Die Hooper Empress Line gehört zu den letzten eigenständigen Designkonzepten des unabhängigen Karosseriebaus, der zu Beginn der 1960er-Jahre mit der Etablierung der selbsttragenden Karosserie sein Ende fand. Fahrzeuge mit Empress-Line-Aufbau waren in der Zeit ihrer Entstehung sehr teure Luxusgegenstände. Heute sind sie „höchst begehrenswerte“ Klassiker.

### Karosseriebau
Vor dem Zweiten Weltkrieg produzierten die europäischen Automobilhersteller in der Oberklasse fast ausschließlich nur fahrbereite Chassis ohne Karosserien. Die Aufbauten kamen von unabhängigen Karosseriebauunternehmen, die sie entweder im Auftrag des jeweiligen Werks oder einzelner Kunden gestalteten und herstellten. Diese Produktionsweise hatte in Großbritannien bis in die späten 1950er-Jahre hinein Bestand. In der Zwischenkriegszeit gab es auf den britischen Inseln mehr als 200 Betriebe, die im Karosseriebau tätig waren. Nur wenige von ihnen erreichten allerdings landesweite Bedeutung; einige entwickelten auch einen eigenen Stil. Zu den renommiertesten Karosserieherstellern dieser Zeit gehörte das Unternehmen Hooper & Co., das bis in die 1930er-Jahre hinein ohne Markenbindung luxuriöse Aufbauten für Oberklassefahrzeuge fertigte.

### Hooper und Daimler

Eng mit Hooper verbunden: Daimler Motor Company

Einer von Hoopers Kunden war die Daimler Motor Company aus Coventry, die seit 1910 zur Birmingham Small Arms Company (BSA) gehörte. Daimler lieferte regelmäßig Fahrzeuge unter anderem für das britische Königshaus und andere Herrscherhäuser. 1938 übernahm BSA auch die Hooper Company, die daraufhin zum bevorzugten Karosserielieferanten für Daimlers Spitzenmodelle wurde.

### Daimlers Docker-Ära
Während sowohl Hooper als auch Daimler bis zum Ausbruch des Zweiten Weltkriegs für zurückhaltende, konservative Fahrzeuge und Aufbauten bekannt waren, änderte sich das Image beider Unternehmen zum Ende der 1940er-Jahre. Auslöser war Lady Norah Docker, die Ehefrau des BSA-Vorsitzenden Bernard Docker, die nach der Eheschließung einen Sitz im Vorstand Hoopers erhielt. Die extrovertierte Norah Docker initiierte unter anderem eine Reihe ungewöhnlich gestalteter Show Cars, die Aufsehen erregten, aber in der britischen Öffentlichkeit teilweise als „haarsträubend“ angesehen wurden. Einige Quellen sehen in Norah Dockers Auftreten einen Grund für den Reputationsverlust und für den Niedergang der Marke Daimler.
Die Entwicklung der Hooper Empress Line fällt in Daimlers Docker-Ära. In Presseerklärungen wurde sie als das Ergebnis einer Zusammenarbeit von Osmond Rivers und Norah Docker beschrieben. In der Literatur besteht allerdings Einigkeit, dass Osmond Rivers der eigentliche Urheber des Konzepts ist. Ein substantieller Beitrag Norah Dockers wird üblicherweise bestritten: „Das, was Lady Docker zu Rivers’ fließenden Linien beitrug, war nicht mehr als ein Hauch ehrlicher Vulgarität“ bei den jährlichen Show Cars.
Nachdem Hooper ab 1948 mehrere Show Cars gezeigt und Einzelstücke hergestellt hatte, die einige Elemente der Empress Line aufwiesen, begann 1950 die Serienproduktion von Empress-Karosserien für Daimler-Fahrgestelle. Das erste Modell, der Empress I, wurde auf der Earls Court Motor Show im Herbst 1950 ausgestellt. Wenig später waren Karosserien im Empress-Stil auch für Fahrgestelle von Rolls-Royce und Bentley erhältlich. Ihre Fertigung hielt bis zur Produktionseinstellung Hoopers im Jahr 1959 an.

## Terminologie
Osmond Rivers bezeichnete das Designkonzept anfänglich als The New Look. Hooper nutzte den Begriff Empress werksseitig nur für Aufbauten, die für Chassis der Daimler Motor Company bestimmt waren. Wenn vergleichbar gestaltete Karosserien auf Fahrgestelle anderer Hersteller gebaut wurden, verzichtete Hooper dagegen auf die Verwendung des Begriffs. Ungeachtet dessen hat es sich in der Automobilliteratur und auf dem Klassikermarkt durchgesetzt, bei allen Karosserien, die nach dem Empress-Muster gestaltet waren, von Empress Line zu sprechen, unabhängig davon, auf welchem konkreten Chassis sie aufgebaut waren.

## Beschreibung
Wie andere Designer auch, suchte Osmond Rivers während des Zweiten Weltkriegs nach Möglichkeiten, einen Übergang von traditionellen Formen der 1930er-Jahre zur Pontonform zu finden, deren bestimmende Rolle für das Nachkriegsdesign bereits absehbar war. Einzelne Karosseriebauunternehmen experimentierten nach Kriegsende mit reinen Pontonkarosserien für Rolls-Royce- und Bentley-Chassis, unter ihnen Hoopers Konkurrent James Young, dessen Design C10M von komplett glatten Flanken gekennzeichnet war. Diese Versuche blieben allerdings erfolglos; James Young baute nur drei Coupés mit dem C10M-Design. Osmond Rivers ging nicht so weit wie James Young. Er kombinierte das in der Vorkriegszeit beliebte Razor-Edge-Design mit Elementen der Pontonform und schuf damit ein eigenständiges Bindeglied beider Konzepte.

### Razor Edgeund Pontonform

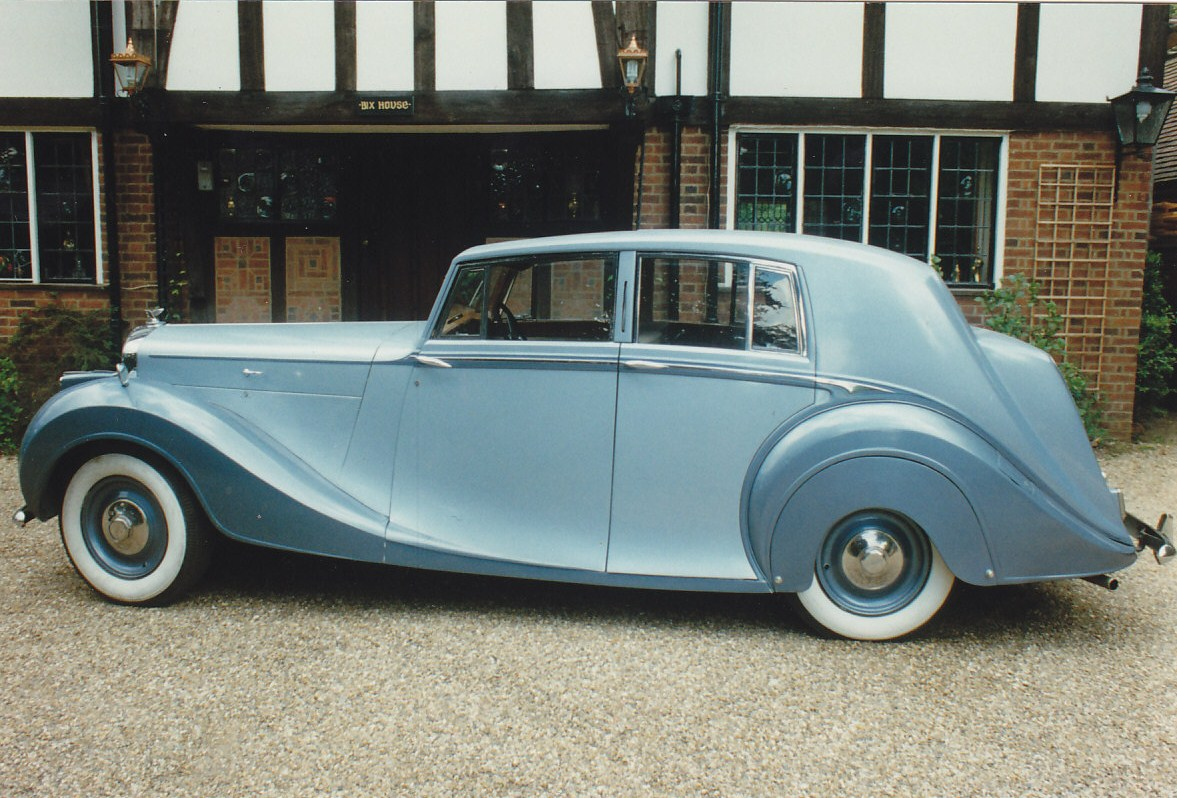
Ausgangspunkt: Razor Edge Design (Bentley Mk. VI mit Hooper-Aufbau)

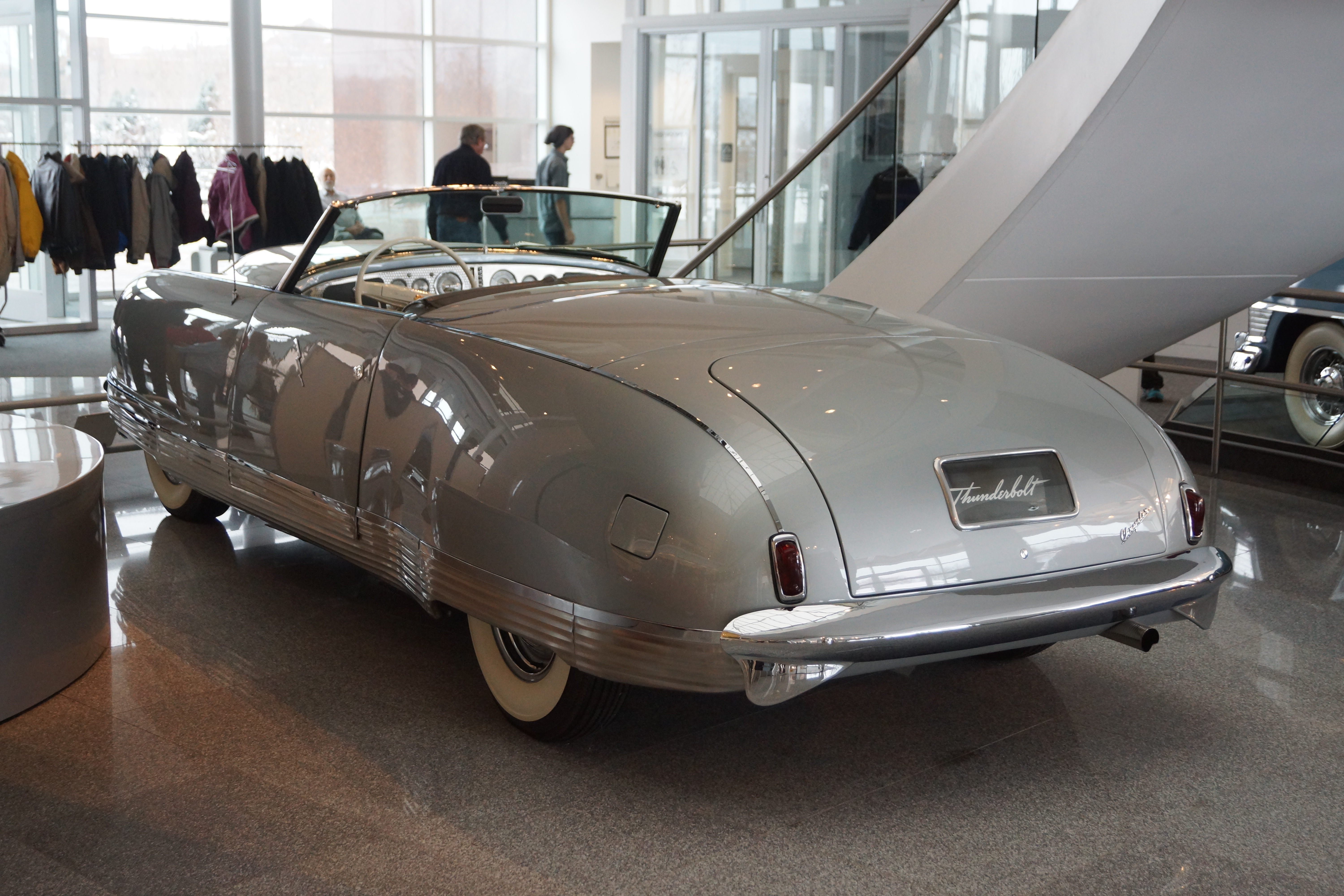
Glatte Wagenflanken: Pontonform beim Chrysler Thunderbolt

Das Razor Edge Design (alternativ: Sharp Knife Design) stammt aus dem Jahr 1935 und geht auf Hoopers Londoner Konkurrenten Freestone & Webb zurück. Es gehörte in der zweiten Hälfte der 1930er-Jahre zu den bevorzugten Formkonzepten britischer Oberklasselimousinen. Das Razor Edge Design ist durch ein kurzes Fahrzeugheck mit einer steil abfallenden, wie mit einem scharfen Messer abgeschnittenen C-Säule gekennzeichnet, die erst am unteren Karosserieende auf der Höhe der Stoßstangen endet. Der Kofferraum ist knapp bemessen und scheinbar aufgesetzt. Wie in der Vorkriegszeit üblich, sind beim Razor Edge Design die vorderen und hinteren Kotflügel freistehend und reichen seitlich über den Karosseriekörper hinaus. Die Linie der hinteren Kotflügel endet ebenfalls bei den Stoßstangen. Gleiches gilt vielfach für eine Zierleiste, die im vorderen Wagenteil horizontal verläuft und im Bereich der C-Säule einen Abwärtsschwung nimmt.
Besonderes Merkmal der Pontonform sind demgegenüber glattflächige Flanken ohne ausgeformte Kotflügel. Die Idee hierzu kam aus den USA. Entsprechende Konzepte entwickelten Designer wie Raymond Loewy, Harley Earl und Alexis Tremulis seit den späten 1930er-Jahren. Eines der ersten Autos, die die Pontonform konsequent umsetzten, war Tremulis’ Show Car Chrysler Thunderbolt von 1941, zu den ersten in großer Serie produzierten Personenwagen mit Pontonkarosserie gehören die 1946 auf den Markt gebrachten Modelle von Kaiser und Frazer.

### Empress Lineals Bindeglied

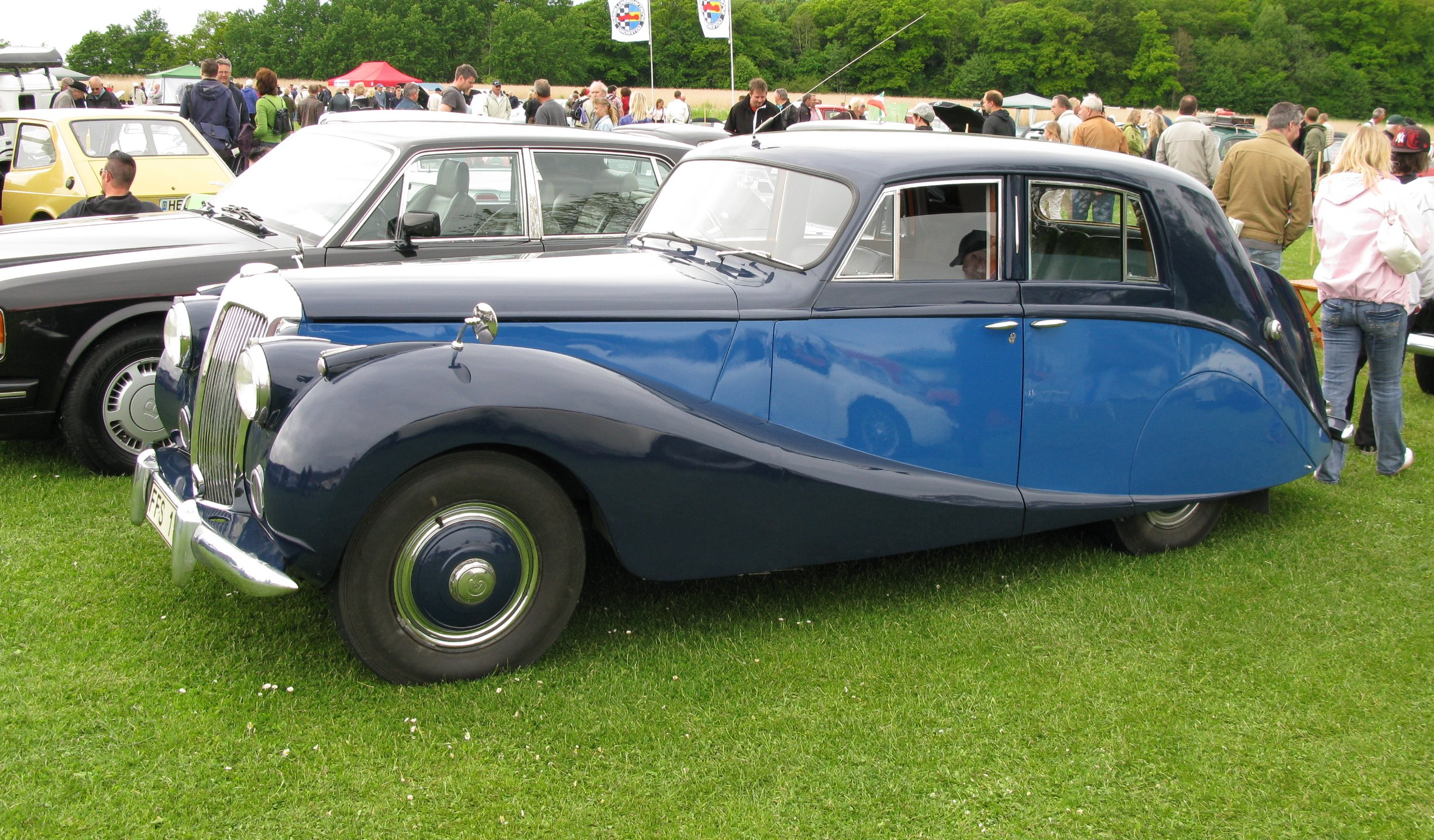
Empress Line bei einem Daimler DB18

Bei der Empress Line übernahm Osmond Rivers für die Frontpartie die in der Vorkriegszeit übliche Gestaltung. Die Motorhaube verjüngt sich nach vorn und mündet in eine fast senkrecht stehende Kühlermaske. Links und rechts davon befinden sich ausgeformte Kotflügel. Hinten dagegen fehlen freie Kotflügel. Wie bei der Pontonform üblich, ist der Aufbau hier so breit, dass er leicht über die Hinterräder hinausreicht. Auf diese Weise wird im Passagierraum eine Innenbreite erreicht, die die beim herkömmlichen Design möglichen Dimensionen weit übertrifft. Die Hinterräder sind im Regelfall nicht sichtbar. Sie sind üblicherweise vollständig von sogenannten Spats abgedeckt. Am Heck finden sich dann wieder Elemente des Razor Edge Design. Dazu gehören das kurze Heck mit der abfallenden C-Säule, der aufgesetzte Kofferraum und die Zierleiste, die im Heckbereich ebenfalls nach unten abfällt. Ein besonderes Merkmal der Empress Line ist schließlich die Einbindung der vorderen Kotflügel in die Gestaltung der Wagenflanken. Die Kotflügel verlaufen bei der Empress Line  geschwungen in Form „einer umgekehrten Parabel“ über die gesamte Fahrzeugseite und enden erst am unteren Heckabschluss des Autos, wo sie mit der C-Säule und der Zierleiste zusammentreffen. Das Profil der Kotflügel wurde oft – aber nicht ausnahmslos – noch durch eine kontrastreiche Zweifarblackierung betont. Die Details variieren von Modell zu Modell. Sie wurden schrittweise weiterentwickelt und den jeweiligen Chassis angepasst.
Überwiegend sind die Empress-Aufbauten als viertürige Limousinen (Saloons) gestaltet; nur wenige Fahrzeuge sind geschlossene Zweitürer oder Cabriolets. Anfänglich hatten die Viertürer auf jeder Seite zwei Seitenfenster (sogenannte Four Light Saloons); bei größer dimensionierten Fahrgestellen waren zumeist drei Seitenfenster (Six Light Saloon) vorgesehen.

### Weiterentwicklung:Evolved Empress

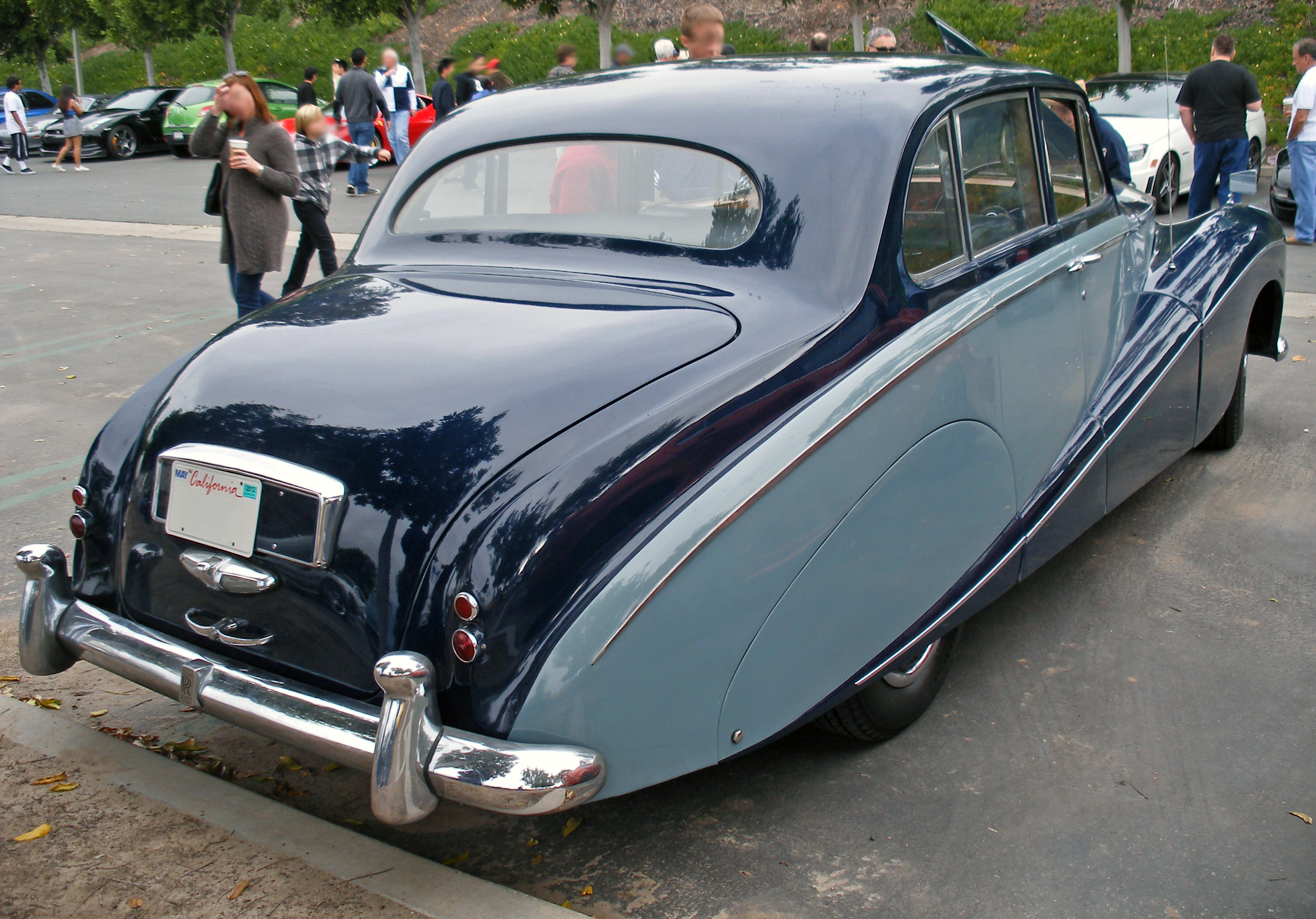
Evolved Empress: Sonderkarosserie für den Rolls-Royce Silver Cloud

Bis in die Mitte der 1950er-Jahre folgten die Empress-Line-Karosserien, die Hooper für Daimler-, Bentley- und Rolls-Royce-Chassis baute, dem ursprünglichen Konzept von Osmond Rivers. Die Docker Daimlers, die ab 1951 viel Aufsehen erregten, brachten allerdings ab 1951 eine Weiterentwicklung der Empress Line, die vor allem die Heckpartie betraf. Sie war zunächst auf die Ausstellungsstücke und Unikate beschränkt, unter ihnen zwei Fahrzeuge für den armenischen Geschäftsmann Nubar Gulbenkian, die in der Klassikerszene einige Bedeutung erlangt haben. Ab 1956 war die weiterentwickelte Version als Evolved Empress auch serienmäßig erhältlich, allerdings nur für Fahrgestelle von Rolls-Royce und Bentley. Daimler-Fahrgestelle hingegen wurden nur vereinzelt und auf Kundenwunsch mit entsprechenden Karosserien versehen.
Besondere Merkmale des Evolved Empress sind eine abgerundete hintere Dachpartie und ein sehr langer hinterer Überhang, der im Vergleich zum ursprünglichen Konzept der Empress Line einen deutlich größeren Kofferraum ermöglicht. Auch hier laufen die Kotflügel bis zur hinteren Stoßstange langsam aus. Vielfach – aber nicht durchgängig – sind die vorderen Scheinwerfer in die Kotflügel eingelassen und von einer Scheibe aus Perspex abgedeckt. Die Frage, ob die Evolved Empress als gelungen anzusehen ist, wird unterschiedlich beantwortet.

## Empress-Design bei Hooper
Für Daimler baute Hooper die Karosserien der Empress Line ab 1950 für drei verschiedene Daimler-Fahrgestelle in kleiner Serie. Die Daimler I bis IV genannten Fahrzeuge waren Sondermodelle, die als hochpreisige Alternativen zu den jeweiligen Standardaufbauten im Programm standen.

### Daimler: Serienmodelle Empress I-IV

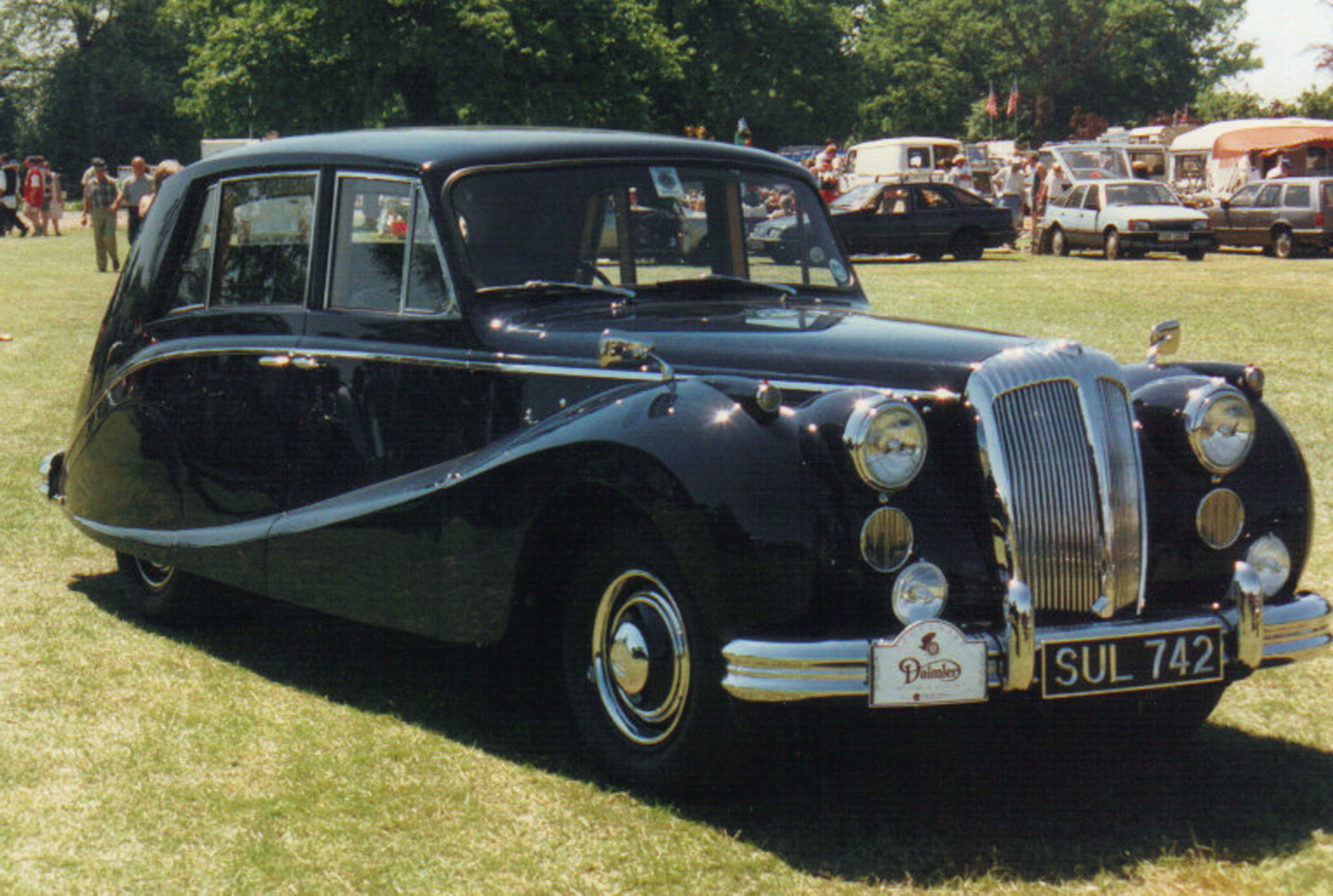
Empress III (Daimler Sportsman)

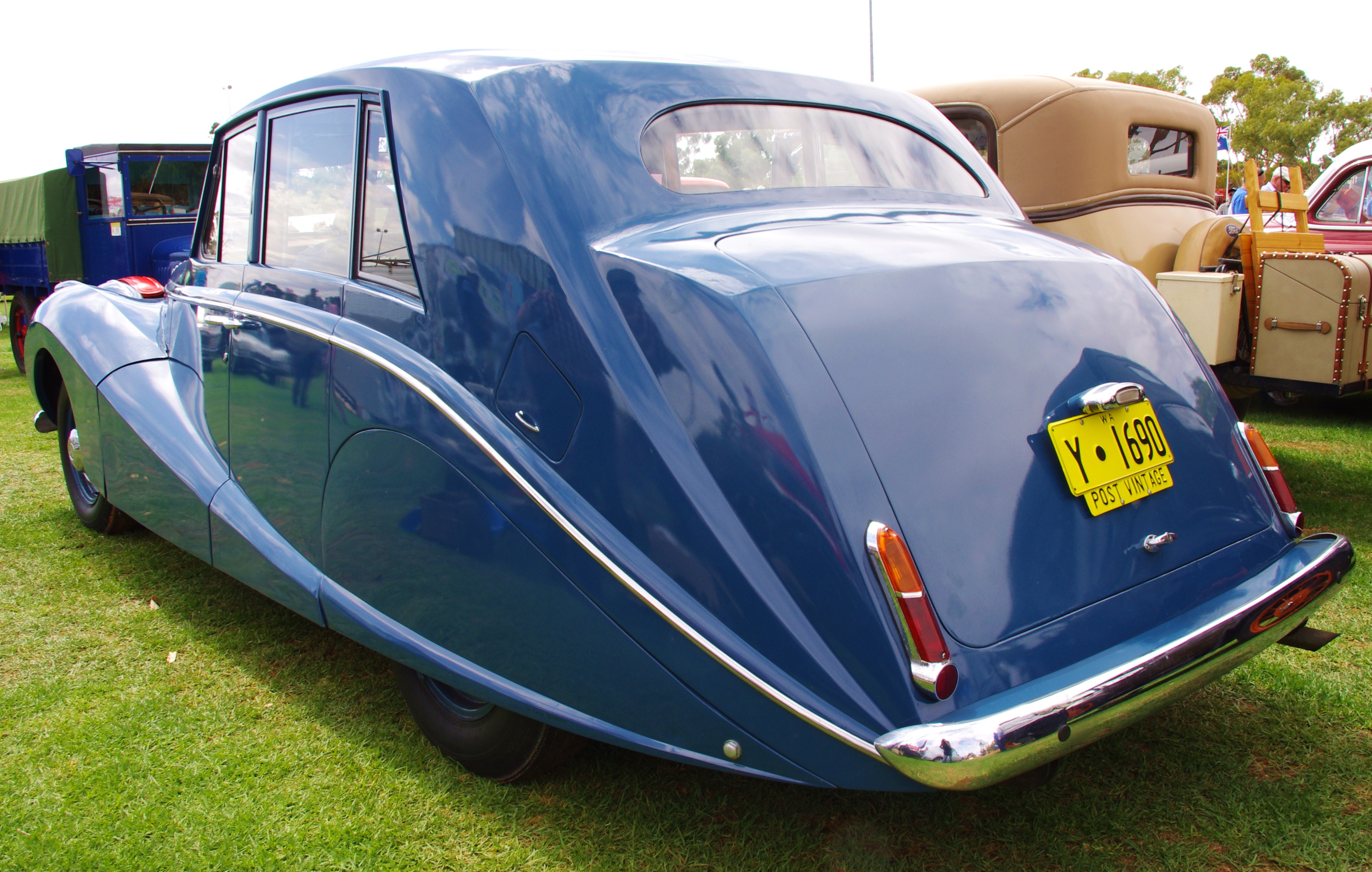
Six Lights: Empress Mark II (Daimler Regency Mark I)

Die erste Version war der Daimler Empress I, der auf dem Fahrgestell des Daimler DB18 bzw. seines Nachfolgers Consort basiert. In dieser Ausführung ist der Empress ein Four Lights Saloon, hat also zwei Fenster auf jeder Fahrzeugseite. Mit 3.450 £ war der Empress I mehr als doppelt so teuer wie der Standard-Consort mit Mulliners-Karosserie. Er wurde in 97 mehr oder weniger übereinstimmenden Exemplaren produziert; hinzu kamen sechs Cabriolets und einige Einzelstücke mit individuell angepassten Karosserien.
Oberhalb des DB18/Consort war der Daimler Regency positioniert, der sich durch größere und stärkere Motoren vom kleineren Modell unterscheidet. Die Standardversion des Regency Mark I (1951 bis 1953) hat eine Karosserie von Barker. Als Alternative zu ihr hatte Daimler den Empress II im Programm, eine mit drei Fenstern auf jeder Seite ausgestattete Limousine im Empress-Stil (Six Lights Saloon). Von ihm entstanden 33 Autos. Äußerlich nahezu identisch war der Empress IIA, der die Antriebstechnik des Regency Mark II nutzte (1954 bis 1955) und 58 mal hergestellt wurde. Von 1955 bis 1957 war schließlich parallel zur dritten Regency-Generation – allerdings nicht mit deren Technik – der Empress III erhältlich, von dem nur 14 Fahrzeuge entstanden.
Auch für Daimlers Chauffeurlimousinen gab es Aufbauten im Stil der Empress Line. Schon auf dem Fahrgestell der von 1946 bis 1953 produzierten Repräsentationslimousine DE36 („Straight Eight“) hatte Hooper auf Kundenwunsch einzelne Aufbauten im Empress-Stil gefertigt, die allerdings nicht als Empress bezeichnet wurden. Bei dem 1954 eingeführten Nachfolger DK400 (anfänglich: Regina) bot Daimler neben der bei Abbey Panels gebauten Standard-Karosserie eine Sonderserie mit Six-Light-Aufbauten im Empress-Stil an. Sie war fast doppelt so teuer wie die Standardlimousine. Bis 1959 entstanden je nach Quelle sieben oder acht dieser Autos. Sie werden inoffiziell als Empress Mark IV bezeichnet; werksseitig wurde dieser Begriff allerdings nicht genutzt.

### Weitere Daimler-Karosserien imEmpress-Stil

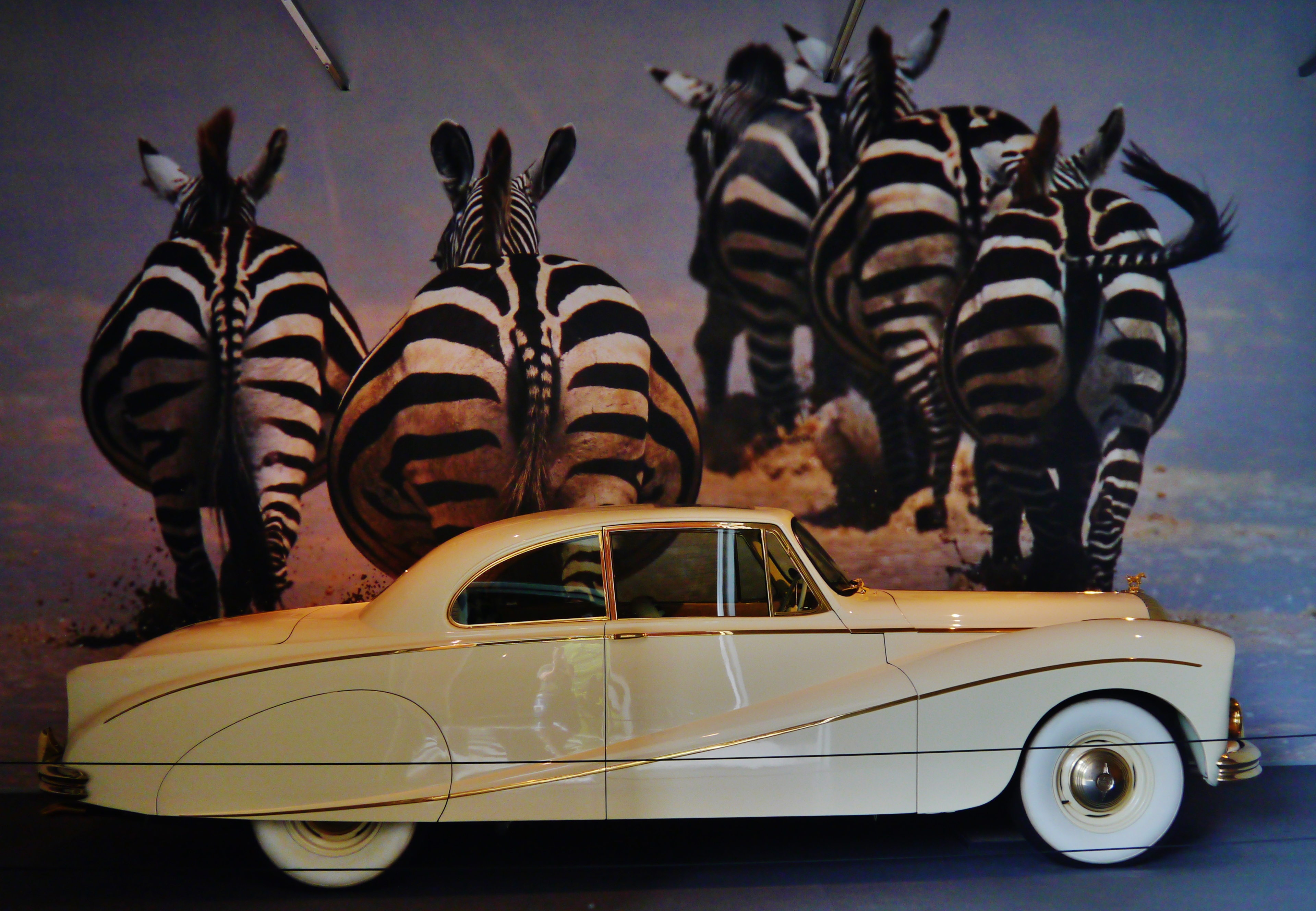
Der letzte Docker Daimler: Golden Zebra von 1955

Bereits vor der Präsentation des Serienmodells Empress I hatte Hooper bei einzelnen Autos Elemente der Empress Line verwirklicht. Der erste Daimler, dessen Karosserie Grundzüge der Empress Line trug, war ein als Green Goddess bezeichnetes Showcar von 1948, das auf dem Fahrwerk der Staatslimousine Daimler DE36 basiert und als konzeptioneller Vorläufer der sogenannten Docker Daimlers gilt.  Bei ihm wurde der Begriff Empress noch nicht verwendet. Daimler produzierte auf Kundenwunsch sechs oder sieben Nachbauten des Green Goddess.
1951 begann dann Tradition der sogenannten Docker Daimlers: Bis 1955 stellte Daimler in jedem Jahr auf der British Motor Show außergewöhnlich gestaltete Show Cars vor, die Aufsehen erregten, aber als vulgär empfunden wurden. Osmond Rivers hatte sie angeblich in Zusammenarbeit mit Norah Docker entworfen. Sie basierten auf unterschiedlichen Fahrgestellen von Daimlers Serienmodellen. Alle Docker Daimlers – das Golden Car (1951), Blue Clover (1952), Silver Flash (1953), Stardust (1954) und Golden Zebra (1955) – haben wie die serienmäßigen Empress-Modelle frei stehende vordere Kotflügel, die über die gesamte Wagenlänge auslaufen; die Hinterräder sind ebenfalls vom Karosseriekörper umschlossen. Allerdings sind die hinteren Überhänge deutlich länger als bei den Empress I-IV; mit Ausnahme des Golden Car ist der Kofferraum jeweils deutlich ausgeprägt. Die Docker Daimlers blieben jeweils Einzelstücke. Sie waren allerdings konzeptionelle Vorläufer der Evolved-Empress-Reihe.

### DieEmpress LineundEvolved Empressfür Bentley und Rolls-Royce

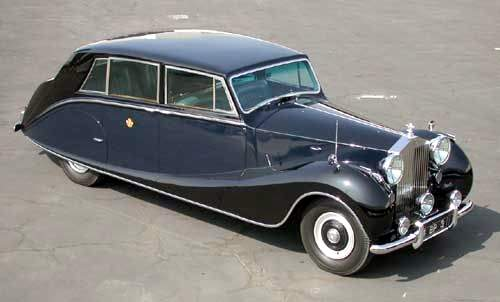
Empress Line: Rolls-Royce Phantom IV (1951)

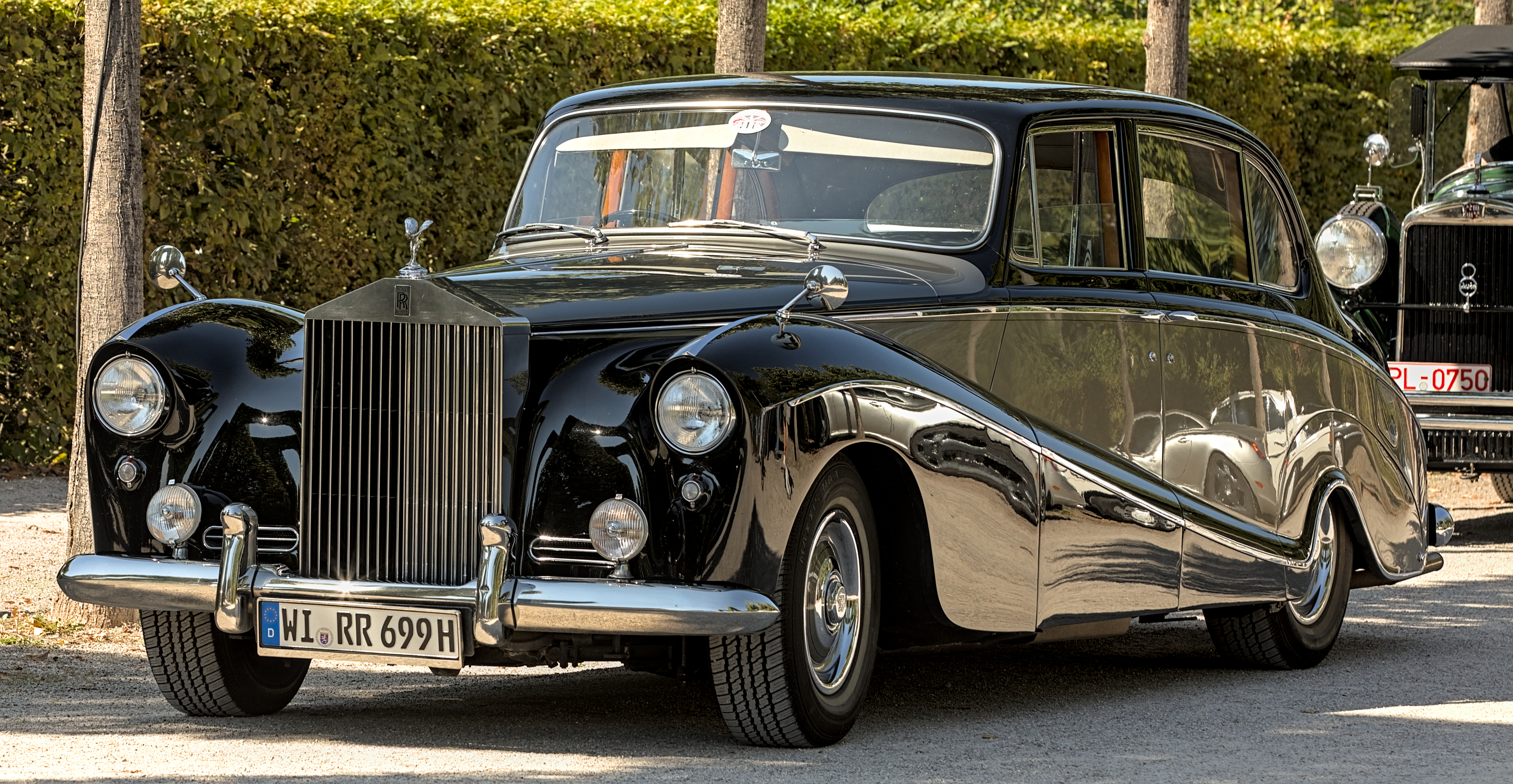
Evolved Empress: Rolls-Royce Silver Cloud

Neben den Daimler-Fahrgestellen stattete Hooper in den 1950er-Jahren auf Kundenwunsch auch Chassis von Bentley und Rolls-Royce mit Aufbauten im Empress-Stil aus.
Bis 1955 folgten die Arbeiten für Bentley und Rolls-Royce nahezu ausschließlich der ursprünglichen Empress Line mit frei stehenden vorderen Scheinwerfern und kurzem Heck. Für Bentley entwarf Hooper zunächst eine zweitürige Four-Lights-Karosserie (Designnummer 8282). Von dieser als Sports Saloon bezeichneten Version entstanden ab 1950 insgesamt zehn Fahrzeuge, von denen sieben auf dem Fahrgestell des Mark VI und drei auf dem des R-Type basierten. Eine davon abgeleitete viertürige Variante mit drei Seitenfenstern (Nummer 8294) war weitaus erfolgreicher. Von ihr baute Hooper insgesamt 53 Exemplare, 14 davon für den Mark VI und 39 oder 41 für den R-Type. Eine nur geringfügig veränderte Rolls-Royce-Version des viertürigen Entwurfs 8294 erschien 1954 für den Silver Dawn, der mit dem Bentley R-Type technisch in weiten Teilen übereinstimmte. Sie wurde zwölfmal gebaut. Die am weitesten verbreitete Rolls-Royce-Version mit einer Karosserie im Empress-Stil war die viertürige Touring Limousine auf der Basis des Silver Wraith, von der Hooper etwa 50 Stück herstellte. Hinzu kamen zahlreiche Einzelstücke, darunter eine viertürige Limousine auf der Basis des Phantom IV, die im Auftrag des irakischen Prinzregenten entstand.
Für den 1956 erschienenen Rolls-Royce Silver Cloud und sein Schwestermodell Bentley S1 fertigte Hooper Karosserien nach dem Evolved-Empress-Konzept mit langem Heck in Serie, zu denen es keine Gegenstücke bei Daimler gab. Hooper bot auf dieser Grundlage Four und Six Light Saloons an; daneben gab es eine Reihe unterschiedlich geformter Abdeckungen für die hinteren Räder. Die Karosserien waren auf kurzem und langem Radstand erhältlich. Insgesamt wurden etwa 50 Bentley-Fahrgestelle und etwa 35 Rolls-Royce-Chassis im Evolved-Empress-Stil eingekleidet. Darunter waren auch einige Einzelstücke mit Coupé-Aufbau.

## DasEmpress-Design bei Freestone & Webb

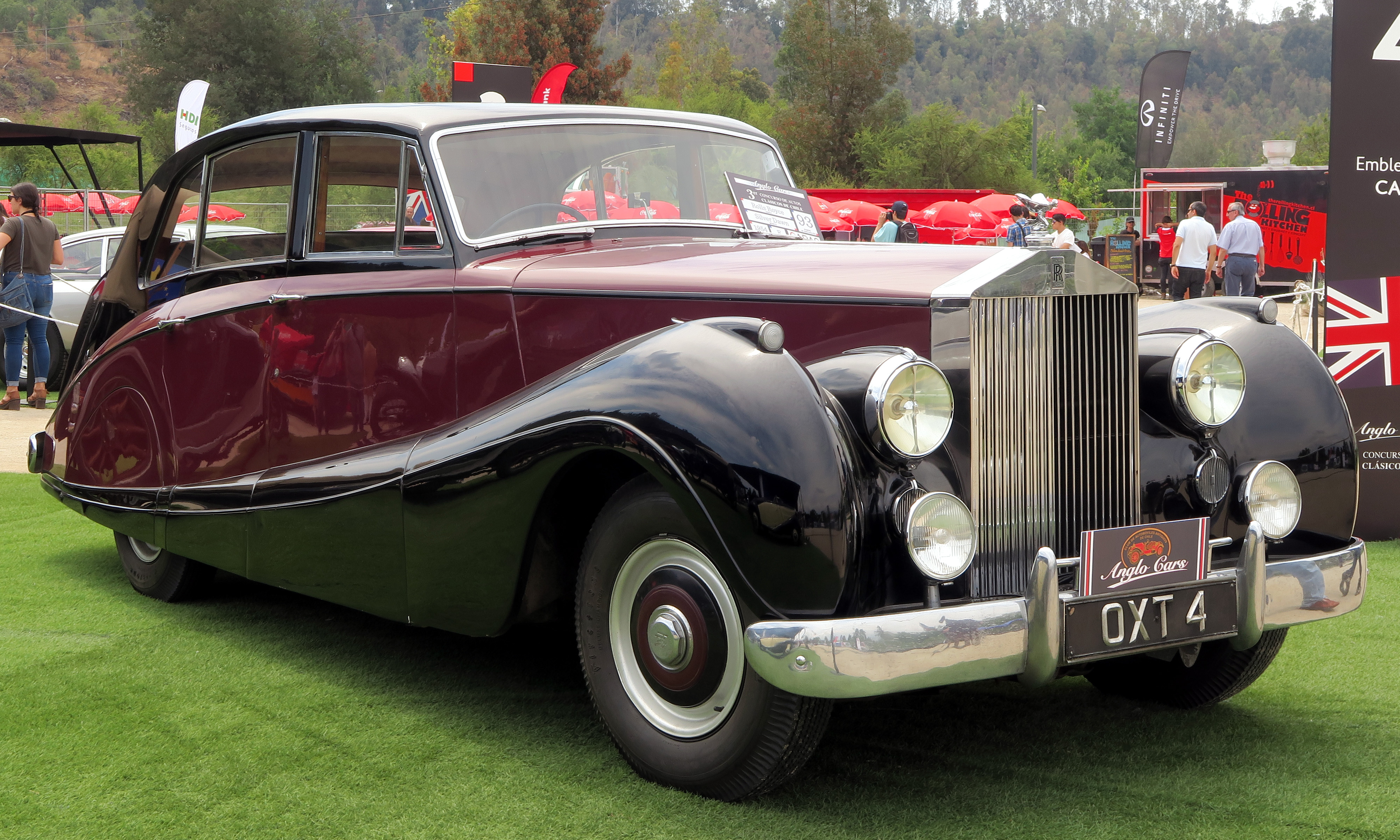
Rolls-Royce Silver Dawn von Freestone & Webb (1954)

Hoopers Konkurrent Freestone & Webb aus dem Londoner Stadtteil Willesden griff Osmond Rivers’ Konzept der Empress Line erstmals mit einem im Juli 1952 vorgestellten Show Car auf Bentley-Basis auf. Wenig später begann Freestone & Webb, Aufbauten im Empress-Stil in Serie zu produzieren. Sie blieben bis 1958 im Angebot.
Freestone & Webbs Interpretation der Empress Line unterschied sich in einigen Details von Hoopers Serienentwürfen. Freestone & Webb baute ausschließlich Six Light Saloons mit drei Seitenfenstern. Die Heckgestaltung orientiert sich an dem 1951 vorgestellten Ausstellungsstück Daimler Golden Car. Durch längere hintere Überhänge und eine stärker geneigte C-Säule wirken das Freestone-&-Webb-Design gestreckter und schlanker als Hoopers Empress Line. Alle Türen sind vorn angeschlagen. Die Karosserien der ersten Baureihe haben ein Distanzblech zwischen der hinteren Türöffnung und den abnehmbaren Radabdeckungen (Spats). Dieses als unelegant empfundene Detail entfiel erst bei der zweiten Serie, die 1955 eingeführt wurde.
Den ersten Entwurf realisierte Freestone & Webb etwa 15 mal. Eine Karosserie entstand auf einem Bentley-Mark-VI-Chassis, sieben oder acht annähernd identische auf dem Chassis des Nachfolgers R-Type und fünf oder sechs für den weitgehend baugleichen Rolls-Royce Silver Dawn. Eine verlängerte Ausführung mit gestreckten Linien wurde bis 1957 etwa 15 mal für den Rolls-Royce Silver Wraith gebaut. Eine weitere, leicht abgewandelte Version des Designs erschien 1957 für den Bentley S1 (13 Autos) und den Rolls-Royce Silver Cloud I (ca. 10 Fahrzeuge).

## Neoklassisches Design in den USA (1980–1987)
In der ersten Hälfte der 1980er-Jahre kam es zu einer kurzlebigen neoklassischen Modewelle in den USA, bei der traditionelles britisches Design eine wesentliche Rolle spielte. Der Autokonzern General Motors griff einzelne Elemente des Razor Edge Designs für zweite Auflage des Cadillac Seville (K-Plattform) wieder auf. Das Design wurde in den USA vielfach Busteback genannt; zahlreiche Publikationen nehmen bei der Beschreibung aber auch ausdrücklich auf Hooper bzw. die Hooper Empress Line Bezug. Vielfach wird der Entwurf Bill Mitchell zugeschrieben; tatsächlich war er eine Arbeit des Cadillac-Designerchefs Wayne Kady. Ziel war es, dem kleinen, aber teuren Seville, der in dieser Generation erstmals mit Frontantrieb ausgestattet war, ein „klassisches Aussehen“ zu verleihen und ihn damit optisch aufzuwerten.
Der Seville hat eine geradlinig abfallende, allerdings stark geneigte C-Säule und einen scheinbar aufgesetzten Kofferraumdeckel; außerdem ist die Zierleiste unterhalb der Gürtellinie am Fahrzeugheck nach unten gebogen. Anders als bei der Hooper Empress Line sind die Hinterräder allerdings nicht abgedeckt.
Der Seville der zweiten Serie war in den USA vorübergehend sehr einflussreich. Sowohl der Chrysler- als auch der Ford-Konzern griffen es in der Folgezeit für einige ihrer luxuriösen Intermediate-Modelle auf. Sie beschränkten sich dabei aber darauf, den aufgesetzten Kofferraum durch eine Sicke in den hinteren Kotflügeln stilisiert darzustellen. Bei Chrysler fand sich ein derart abgeschwächtes Hooper-Heck an dem von Tom Tjaarda gestalteten Personal-Luxury-Coupé Imperial (1981–1983), bei Ford am verkleinerten Lincoln Continental (1982–1987), dessen Form Jeff Teague verantwortete. Außerhalb der USA blieb dieser Trend ohne Einfluss.

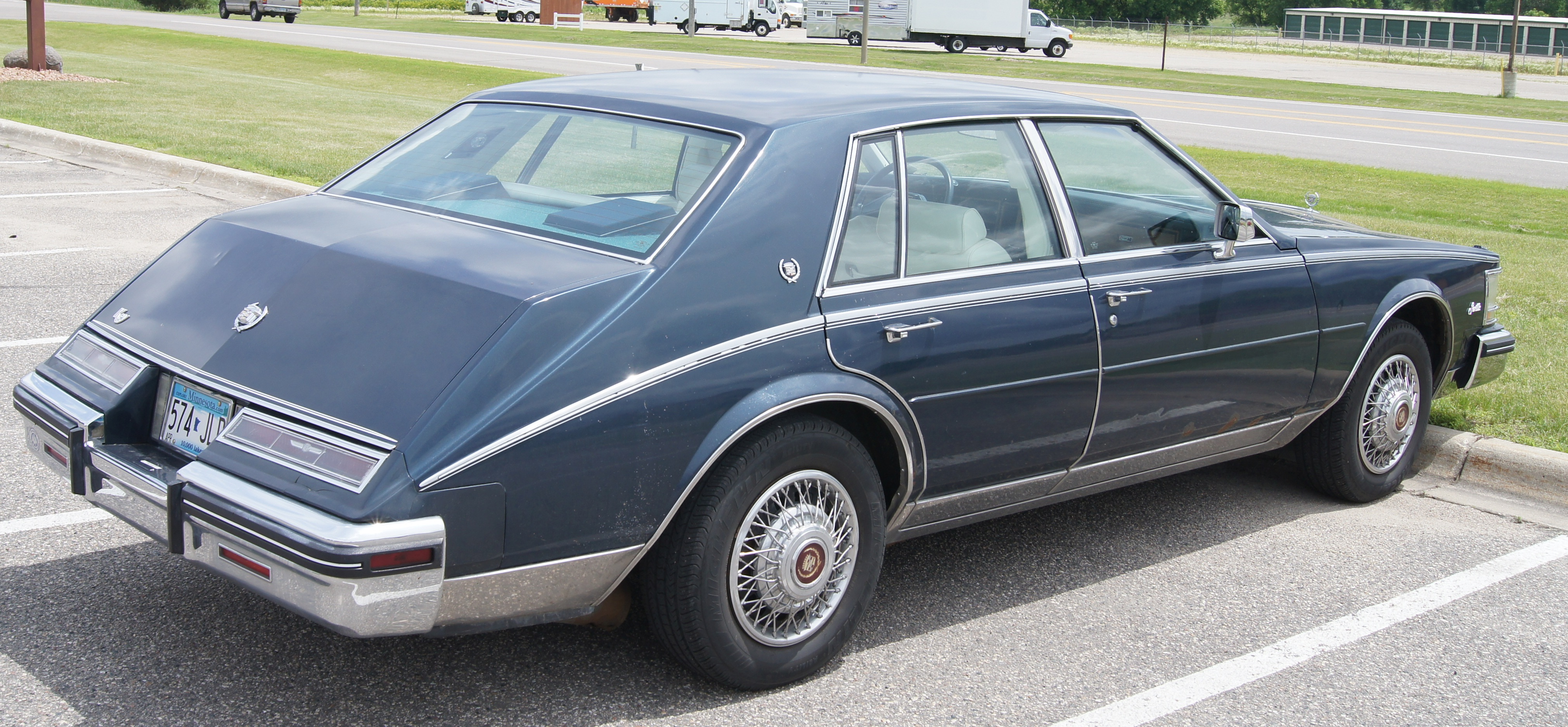
Cadillac Seville (1985)
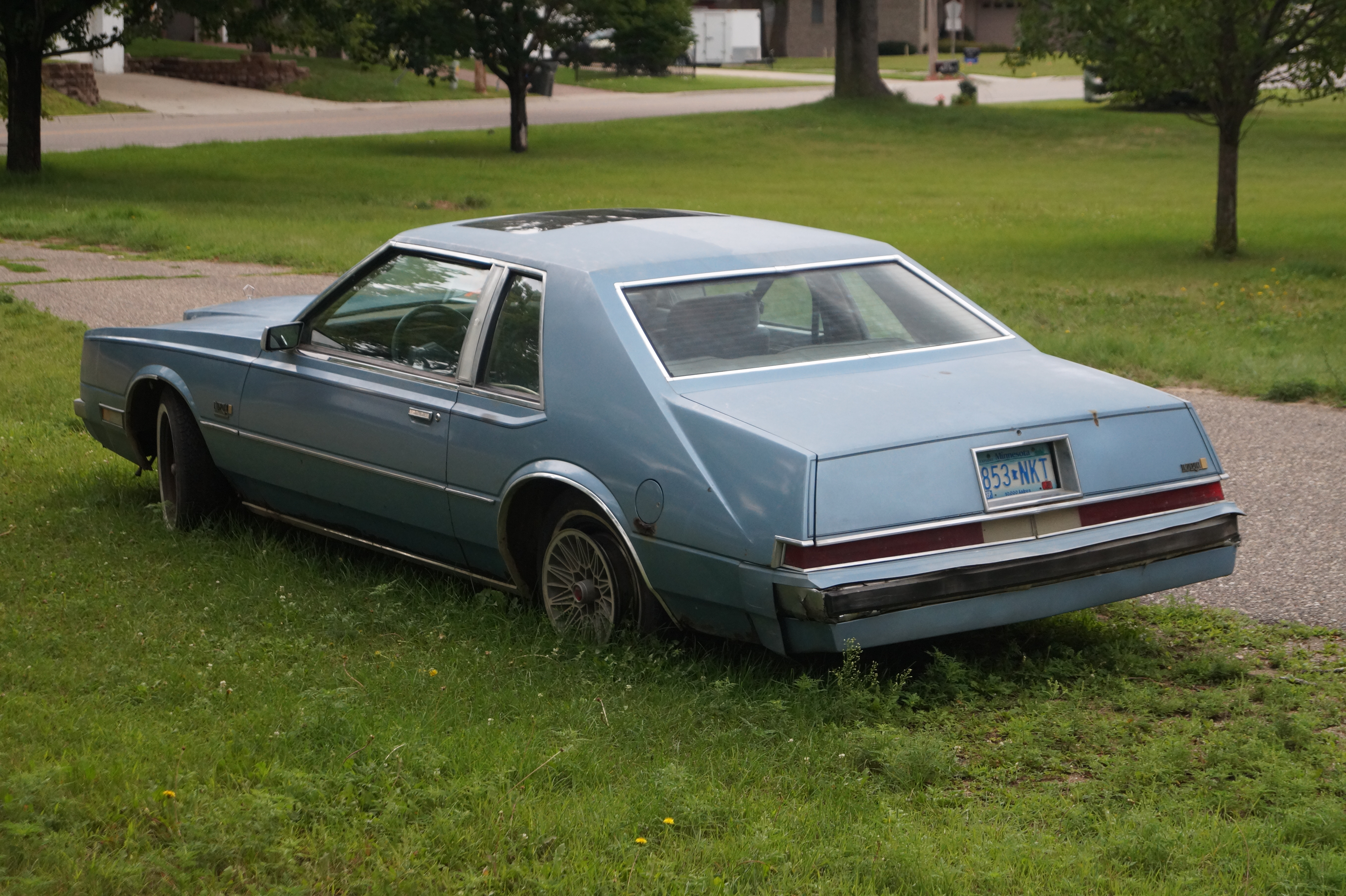
(Chrysler) Imperial Frank Sinatra Edition (1982)
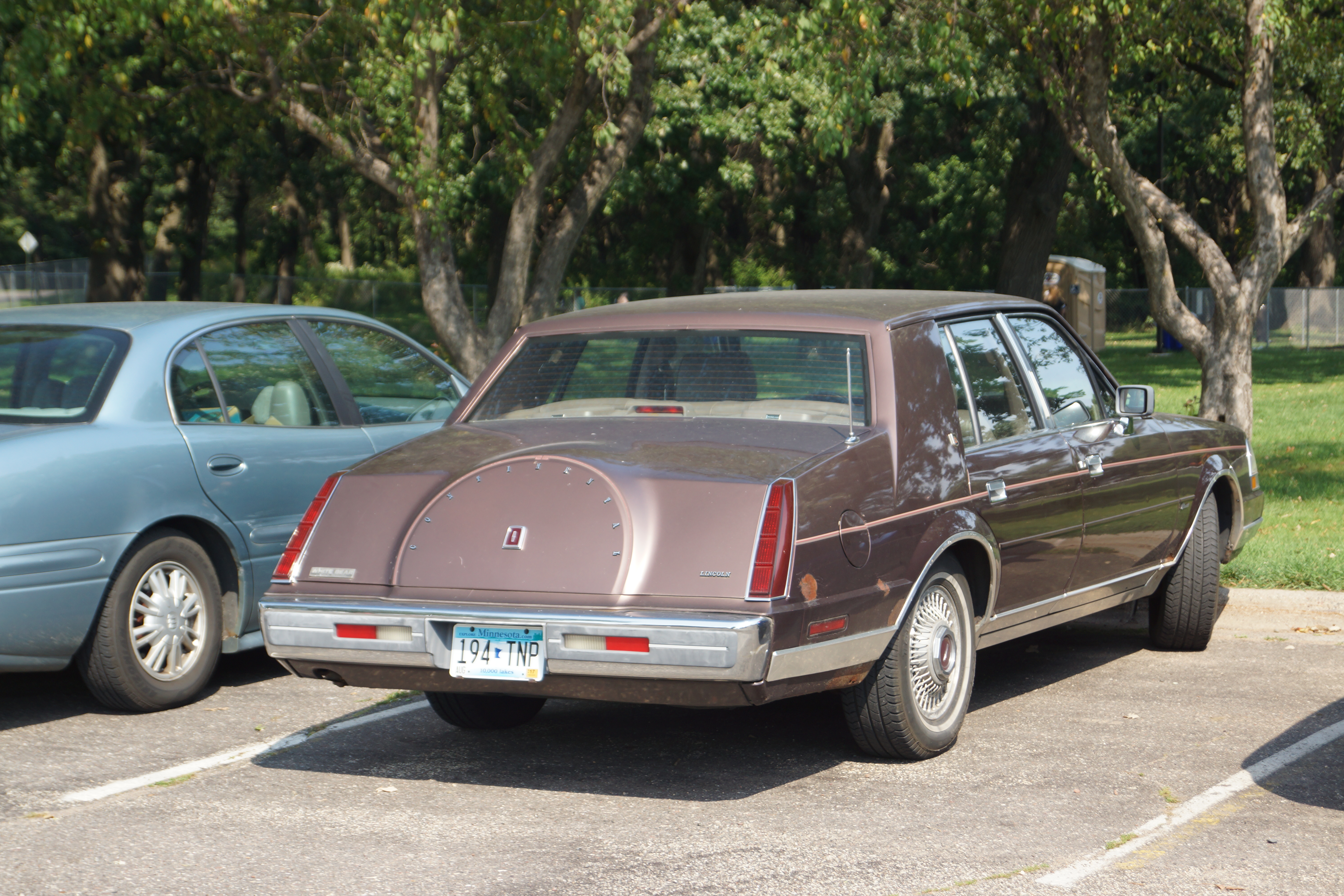
Lincoln Continental (1984–1987)

## Bentley Empress II
1987 wurde der Begriff Empress II, der ab 1951 für die Empress-Variante des Daimler Regency verwendet worden war, wiederbelebt. Hooper & Co. Coachbuilders, ein Nachfolgebetrieb des traditionsreichen Karosserieherstellers, nutzte ihn für ein zweitüriges Coupé auf der Basis des zeitgenössischen Bentley Mulsanne Turbo. Die Karosserie des Mulsanne wurde zwar stark verändert; der Bentley Empress II greift aber keine Stilmerkmale der Hooper Empress Line auf. Die Frontpartie ist geneigt, und die C-Säule verläuft in einem flacheren Winkel. Hinzu kam eine besonders hochwertige Innenausstattung. Von dem sehr teuren Auto entstanden bis 1991 fünf Exemplare, zwei davon mit Linkslenkung.